# Modem

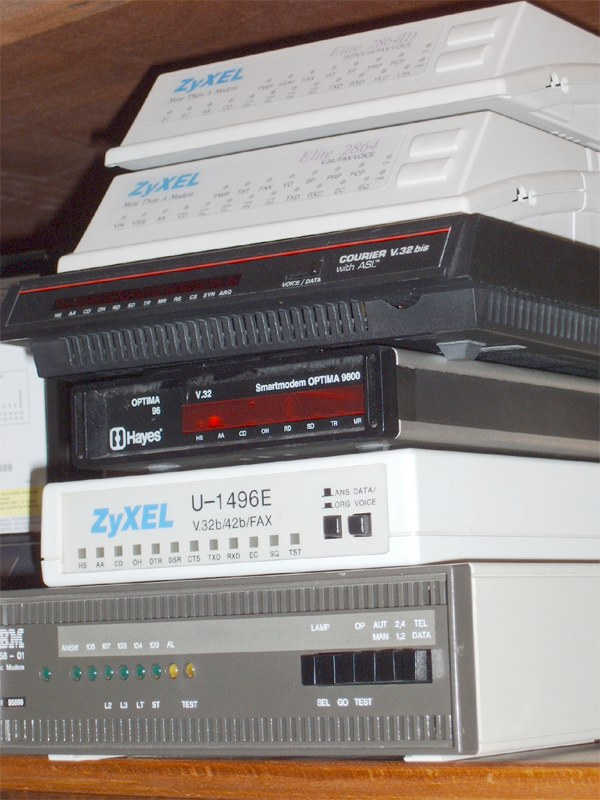
Modemy zewnętrzne patrząc od góry:
– 2x ZyXEL Elite 2864 (ISDN, V.90 server+client),
– USR Courier V.32bis (21600 bps),
– Hayes Smartmodem Optima 9600 (9600 bps),
– ZyXEL U-1496E (16800 bps),
– IBM 5858-01 (synchronous Mainframe-Modem, 2400 bps)

Modem (od modulator-demodulator) – urządzenie elektroniczne, które moduluje sygnał w celu zakodowania informacji cyfrowych, tak by mogły być przesyłane w wybranym medium transmisyjnym, a także demoduluje tak zakodowany sygnał w celu dekodowania odbieranych danych.
Najbardziej znanym przykładem jest modem akustyczny zamieniający cyfrowe dane z komputera osobistego na modulowany sygnał elektryczny w zakresie częstotliwości akustycznej kanału telefonicznego. Te sygnały mogą być przekazywane przez linie telefoniczne i demodulowane przez inny modem po stronie odbiornika, aby odzyskać dane cyfrowe.

## Zasada działania

### Modemy akustyczne

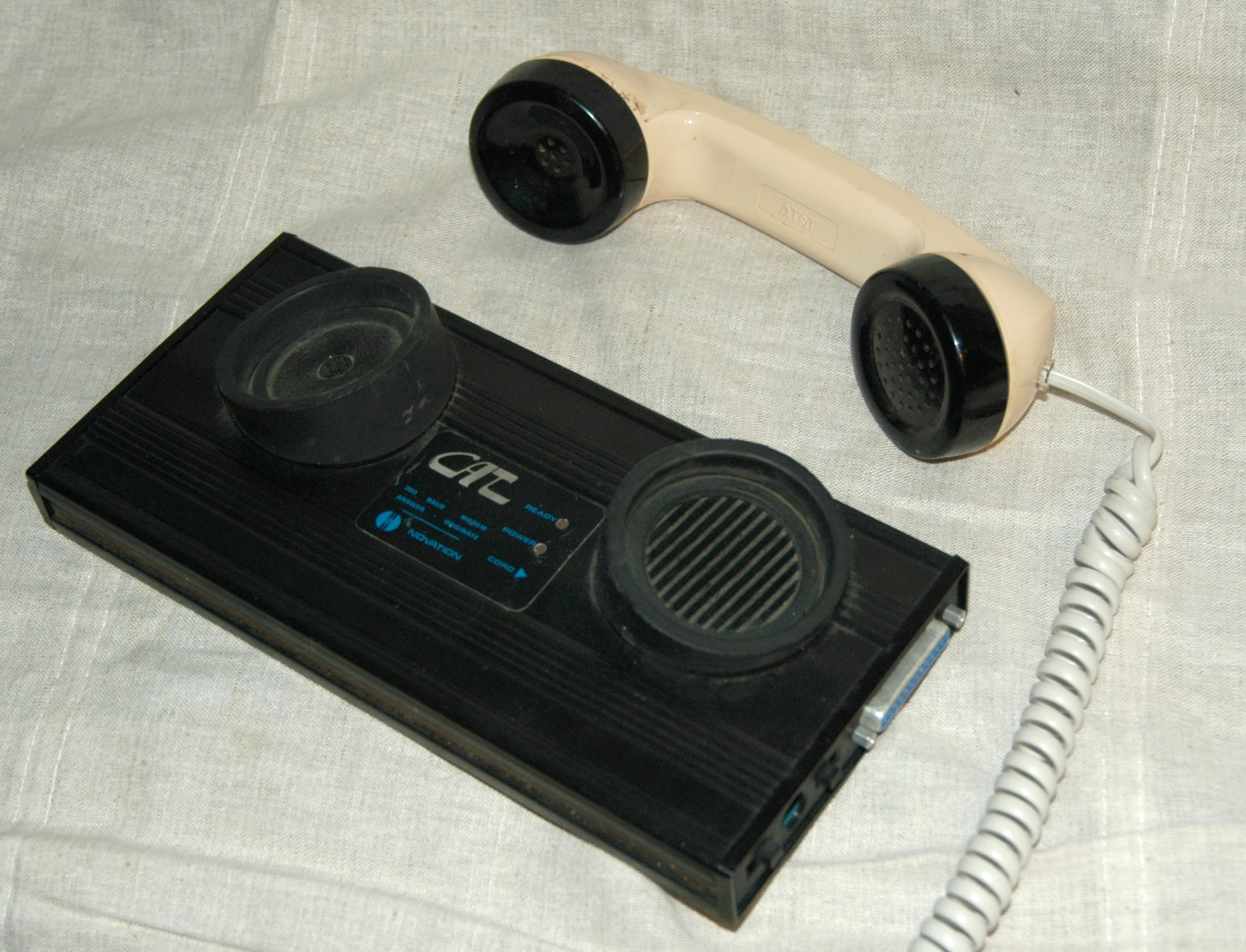
Modem akustyczny (Novation CAT)

W najstarszych modemach dane były zamieniane na dźwięki o częstotliwości 5 kHz i składały się z przetwornika elektrycznego, głośnika i mikrofonu. W urządzenie to wkładało się zwykłą słuchawkę telefoniczną, która ponownie przetwarzała dźwięki na impulsy elektryczne. W tamtych czasach firmy telefoniczne dopuszczały przesyłanie torem telefonicznym tylko sygnałów o przebiegu sinusoidalnym, co znacznie ograniczało dopuszczalne szybkości transmisji. Pierwsze modemy miały szybkość transmisji 300 bodów.

### Modemy elektryczne
Współczesne modemy generują wprost impulsy elektryczne, które przesyłane są bezpośrednio do kabla telefonicznego bez pośrednictwa mikrofonu. Współczesne modemy wykorzystujące sieć telefoniczną nie generują przerywanych dźwięków o stałej częstotliwości, lecz sygnał jest kodowany za pomocą modulowanych fal o częstotliwości od 5 do 15 kHz. Górna, fizyczna granica szybkości przesyłu informacji od centrali do abonenta przez zwykłe łącze telefoniczne to 56 kb/s, co można osiągnąć za pomocą protokołów takich jak K56Flex i X2. Wartość ta wynika z tego, że wewnątrz centrali sygnał przesyłany jest cyfrowo w standardzie: poziom: 8 bitów, częstotliwość: 8 kHz, jeden bit musi być wykorzystany jako zegar i dlatego maksymalna prędkość transmisji jest równa 56 kb/s.
Publiczną sieć telefoniczną wykorzystuje się również do znacznie szybszych połączeń, wymaga to jednak stosowania odpowiednich urządzeń na centrali telefonicznej.

## Inne modemy
Inne urządzenia do przesyłania danych cyfrowych w mediach, które pierwotnie lub z głównego założenia nie są cyfrowe, także nazywa się modemami. Przykładowo modemy stosuje się również do połączeń innych niż sieć telefoniczna, np. sieć telewizji kablowej, czy łącza dedykowane.

## Rodzaje modemów
Modem może być:
- zewnętrzny, czyli występujący w postaci oddzielnego urządzenia, znajdującego się poza komputerem i połączony z nim (lub z innym odbiornikiem) przy użyciu przewodu (interfejs: RS-232, USB, LPT, ethernet) oraz charakteryzujący się pełną samodzielnością sprzętową.
- wewnętrzny, w postaci specjalnej karty rozszerzeń instalowanej wewnątrz komputera (PCI, ISA), zazwyczaj wykorzystującej w pewnym stopniu procesor komputera.

Inną klasyfikację dokonuje się ze względu na medium. Wyróżniamy modemy:
- telefoniczne (klasyczne i xDSL)
- kablowe
- radiowe

## Galeria zdjęć

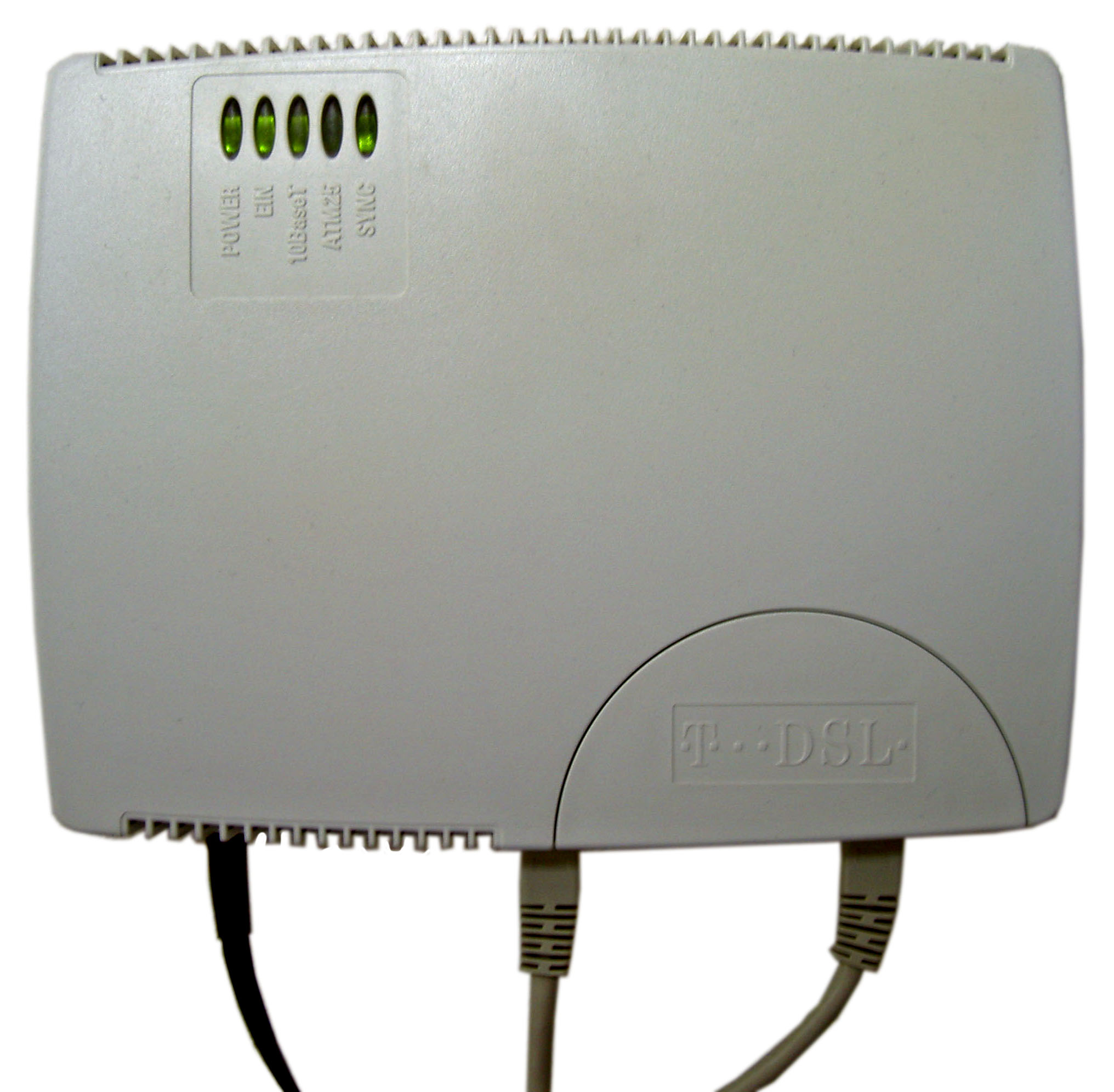
Modem pracujący w technologii DSL
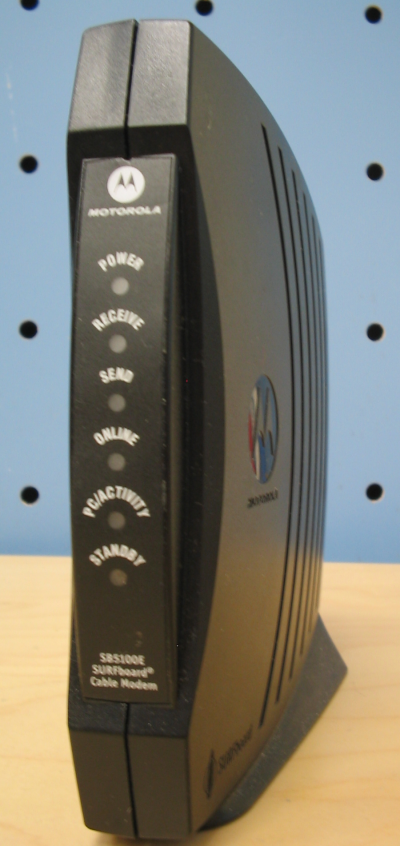
Modem kablowy